# Борци
Борци (болг. Борци) — село в Болгарии. Находится в Шуменской области, входит в общину Венец. Население составляет 593 человека.

## История
В прошлом село было известно, как Быйыклы (болг. Мустакато — рус. камышёвка (птица)) или Пехливанкёй. 15 апреля 1862 года в селе родился Хаджи Филиз Нурулла, ставший в начале XX века чемпионом мира по вольной борьбе. После смерти Филиза Нуруллы — 6 мая 1919 года, село стали называть Борци, в память о успехе знаменитого борца.

## Политическая ситуация
В местном кметстве Борци, в состав которого входит Борци, должность кмета (старосты) исполняет Фахри Хамидов Салиев (Граждане за европейское развитие Болгарии (ГЕРБ)) по результатам выборов.
Кмет (мэр) общины Венец — Нехрибан Османова Ахмедова (движение «За права и свободы» (ДПС)) по результатам выборов.

## Фото

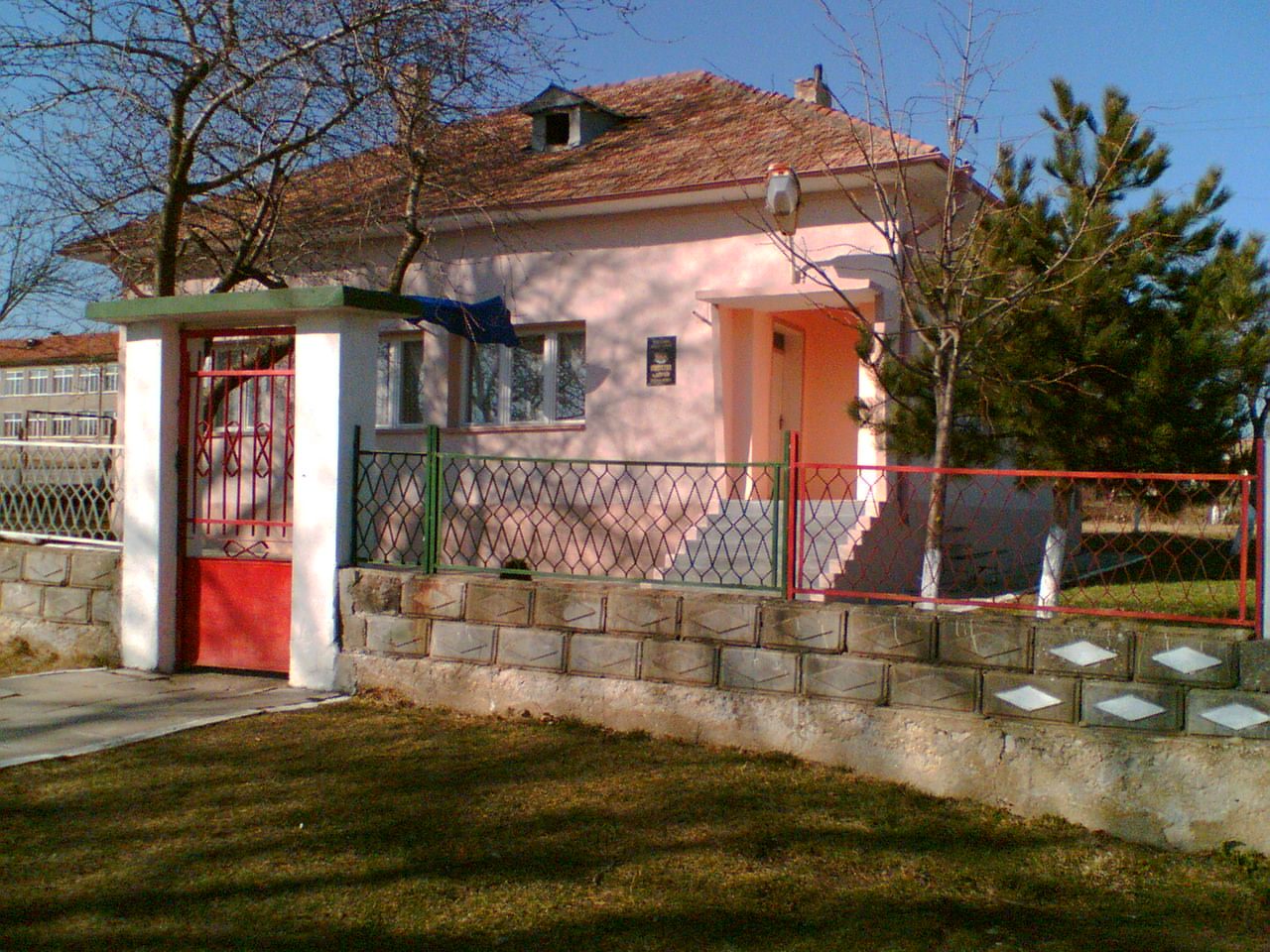
Кметство Борци

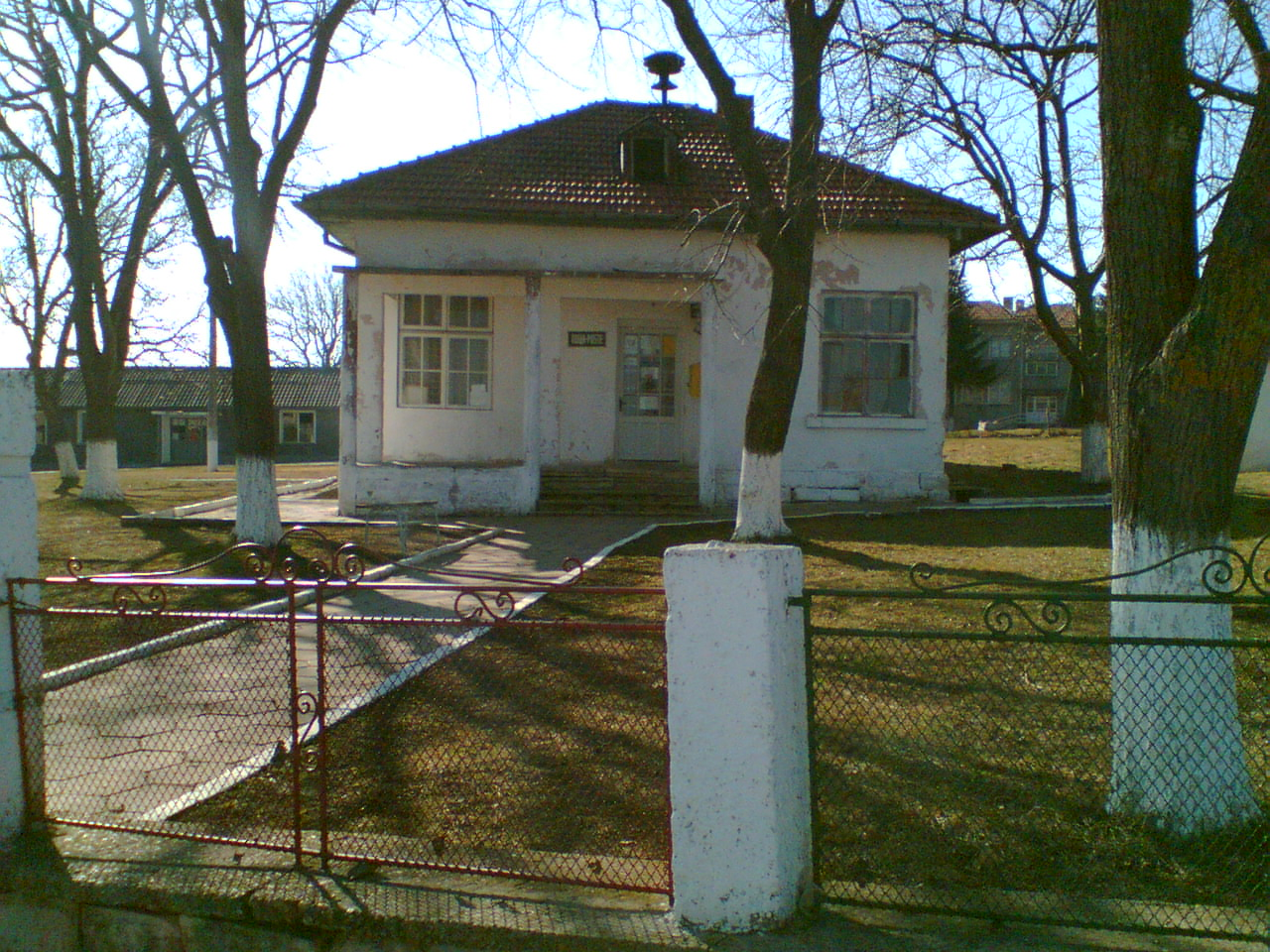
Почтовое отделение